# Пфульштайн, Александер фон
Александер фон Пфульштайн (нем. Alexander von Pfuhlstein); 17 декабря 1899, Данциг — 20 декабря 1976, Бад-Хомбург) — немецкий военный деятель; генерал майор (1943 год).

## Биография
Уроженец Данцига. Старший из трёх детей Франца Фридриха фон Пфульштайна и Маргарет фон Фабрис.
Участник Первой мировой войны. 29 марта 1917 года поступил в чине фенриха в армию и 14 декабря 1917 года выпущен младшим лейтенантом в 4-й полк пеших гренадеров. Был ранен.
После войны продолжил армейскую службу. С 1 октября 1919 года — в 29-м пехотном полку, затем в 9-м (Прусском), где и пребывает на различных должностях. С 1 января 1929 года преподаёт в пехотном училище Дрездена.
12 августа 1930 года женился на баронессе Герде фон Фридаг, ставшей матерью шестерых его детей.
1 ноября 1933 года, перешёл из Рейхсвера в Люфтваффе, однако 1 августа 1935 года вновь вернулся в армию.
С 3 ноября 1938 по 10 января 1940 года офицер отдела 1а 19-й пехотной дивизии. С 1 июня 1939 года — подполковник.
С 15 марта 1940 года — в 58-й пехотной дивизии, затем переведен в Восточную Пруссию.
29 июля 1941 года принимает командование 77-м пехотным полком (26-я дивизия), 1 февраля 1942 года был произведен в полковники, 14 февраля награждён золотым Немецким крестом.
Со 2 марта 1942 по 1 мая 1942 года — командир 154-го полка (58-я пехотная дивизия), с которым в составе АГ «Север» участвует в боях в районе Волхова. Осенью 1942 года он покинул пост, но позже вернулся и 17 августа получил Рыцарский крест Железного креста.
В январе 1943 года по приказу Кейтеля провёл 8 дней под арестом за рукоприкладство по отношению к главному судье 4-го воздушного флота Манфреду Рёде, который во время процесса по делу Ханса фон Донаньи, назвал служащих отряда «Бранденбург» трусами.
С 12 февраля 1943 года по 10 апреля 1944 года — командир дивизии «Бранденбург». Между 9 мая и 6 июня того же года — командир 50-й пехотной дивизии.
В июле 1944 года в ходе поиска в Абвере участников покушения на фюрера вместе с Канарисом и Остером был арестован. 8 сентября 1944 года был свидетелем на суде по вынесению приговора участникам заговора против фюрера, но был лишен всех званий и 14 сентября того же года уволен из вермахта.
2 апреля 1945 года арестован союзными войсками в Вертхайме.
Скончался 10 декабря 1976 года в Бад-Хомбурге (ФРГ).